# Дебря
Дебря — река в России, протекает по Смоленской области. Устье реки находится в 265 км от устья Угры по левому берегу. Длина реки составляет 32 км, площадь водосборного бассейна — 206 км².

## География
Река Дебря берёт начало у деревни Дебрево Заводского сельского поселения Вяземского района. Вдоль течения реки расположены населённые деревни Хватов-Завод (административный центр сельского поселения), Большие Лопатки Заводского сельского поселения, Субботники, Руднево Русановского сельского поселения Городище Михалёвского сельского поселения.

## Данные водного реестра
По данным государственного водного реестра России относится к Окскому бассейновому округу, водохозяйственный участок реки — Угра от истока и до устья, речной подбассейн реки — Бассейны притоков Оки до впадения Мокши. Речной бассейн реки — Ока.
Код объекта в государственном водном реестре — 09010100412110000020743.

### Притоки
(указано расстояние от устья)
- 7,6 км: река Неделька (лв)
- 16,9 км: река Бушевка (пр)
- 18 км: река Деминка (пр)
- 22,8 км: река Полюшка (пр)
- 27,5 км: река Веригина (пр)